# Herczegh János (orvos)
Herczegh János, Herczeg (Debrecen, 1678. január 31. – 1713. április) orvosdoktor és tanár.

## Élete
Debrecenben született, hol atyja Herczegh András városi tanácsos volt. Középiskoláit szülővárosában végezte, ahol 1692. április 15-én tógás diák lett. Innét külföldi akadémiákra ment, ahol a bölcseleti, matematikai, fizikai, főképpen pedig az orvosi tudományokban képezte magát. 1703. július 25-én a franekeri egyetemre iratkozott be, s szeptember 13-án orvosdoktorrá avatták; 1704-ben még a leideni egyetemen is tanult. Debrecen tanácsa visszahívta őt hazájába és 1704. május 7-én a bölcselet tanítására alkalmazták a kollégiumban.

## Munkái
- Dissertatio philosophico-medica inauguralis de Lapide Herculeo, ejusque virtutibus in haemorrhagia narium. Franequerae, 1703
- Pestis per Regnum Hungariae an. 1709. et 1710. grassantis cura...

### Kéziratban
- Lineamenta Philosophiae rationalis in usum tironum elaborata; In Honore Posthumo, quem magno Nomini Cl. Martini T. Szilagyi, Professoris... Discipuli, prid. Non. Jan. detulerunt... (Ezen hat soros latin költeményt közli Weszprémi.)